# 井高野駅

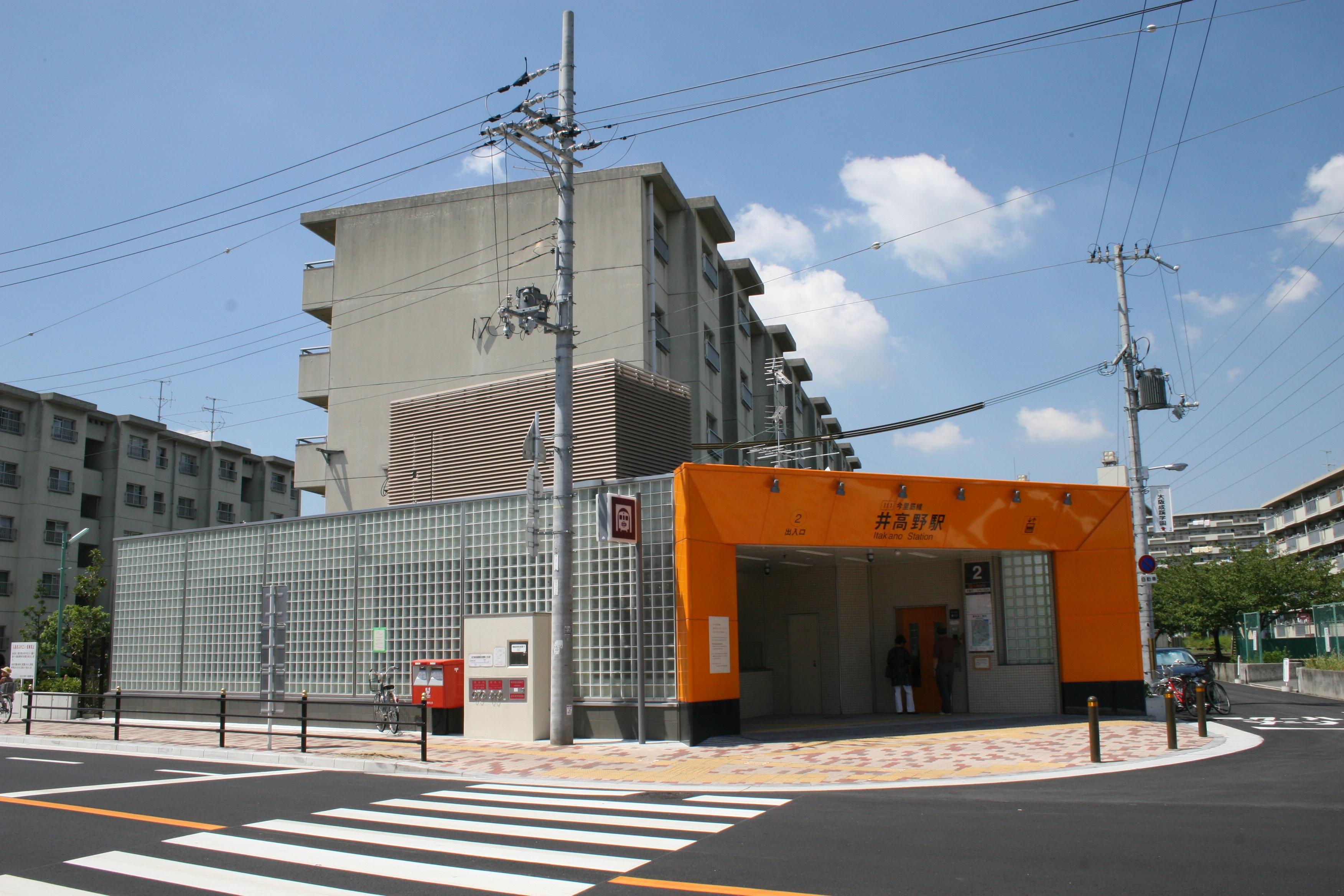
2号出入口遠景（2007年8月）

井高野駅（いたかのえき）は、大阪府大阪市東淀川区北江口三丁目にある、大阪市高速電気軌道 (Osaka Metro) 今里筋線の駅。駅番号はI11。

## 概要
今里筋線の起点で、大阪市最北端の駅であるとともにOsaka Metroの駅の中で最北に位置する（吹田市内にある江坂駅よりもわずかに緯度が高い）。
当駅から阪急京都本線正雀駅（摂津市・一部吹田市）およびJR京都線岸辺駅（吹田市）までの延伸案があるが、実現の見通しは立っていない。

## 歴史
- 2006年（平成18年）
  - 7月10日：駅名を「井高野駅」に正式決定。
  - 12月24日：開業。
- 2018年（平成30年）4月1日：大阪市交通局の民営化により、大阪市高速電気軌道 (Osaka Metro) の駅となる。

## 駅構造

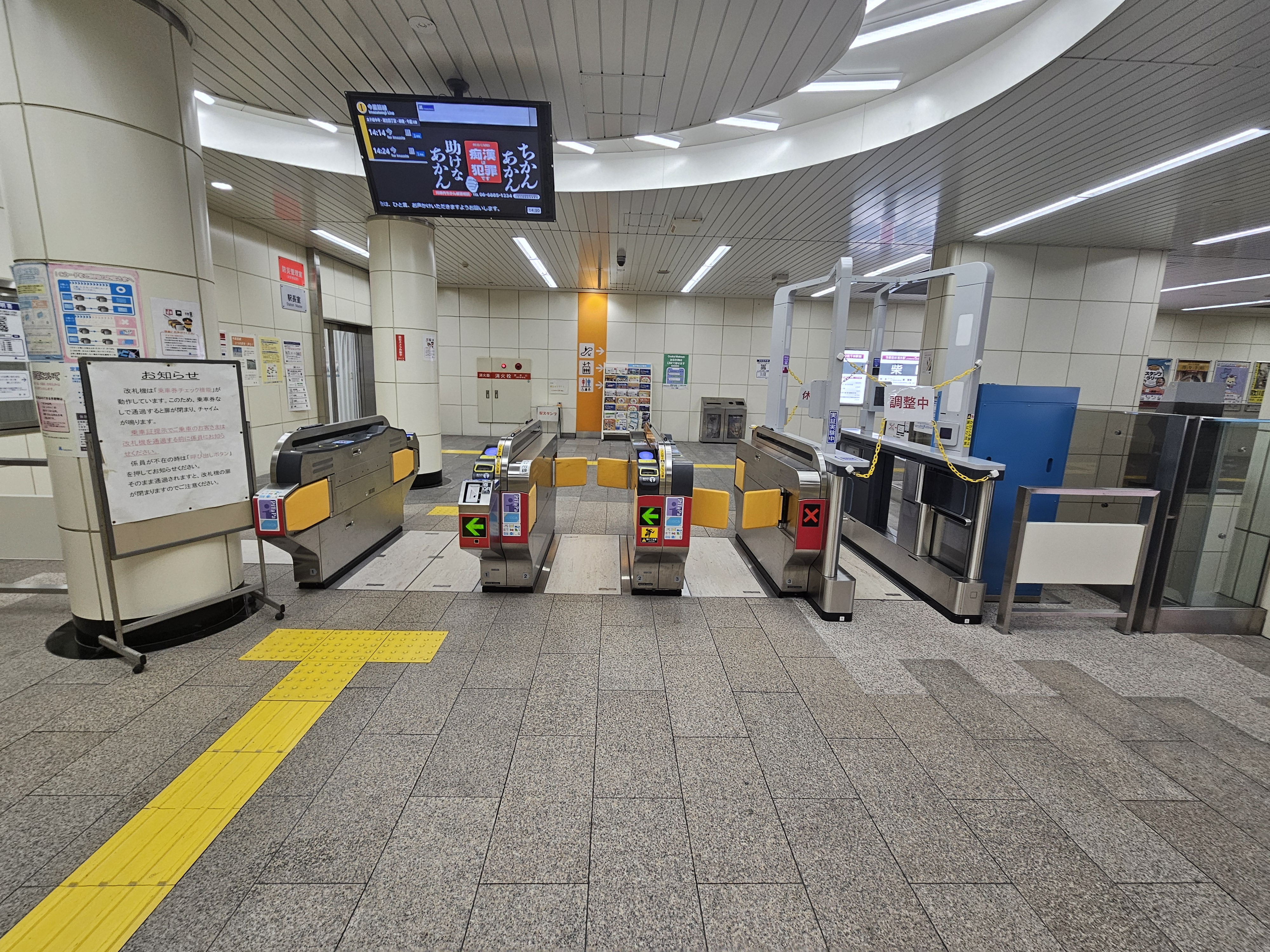
改札（2025年1月）
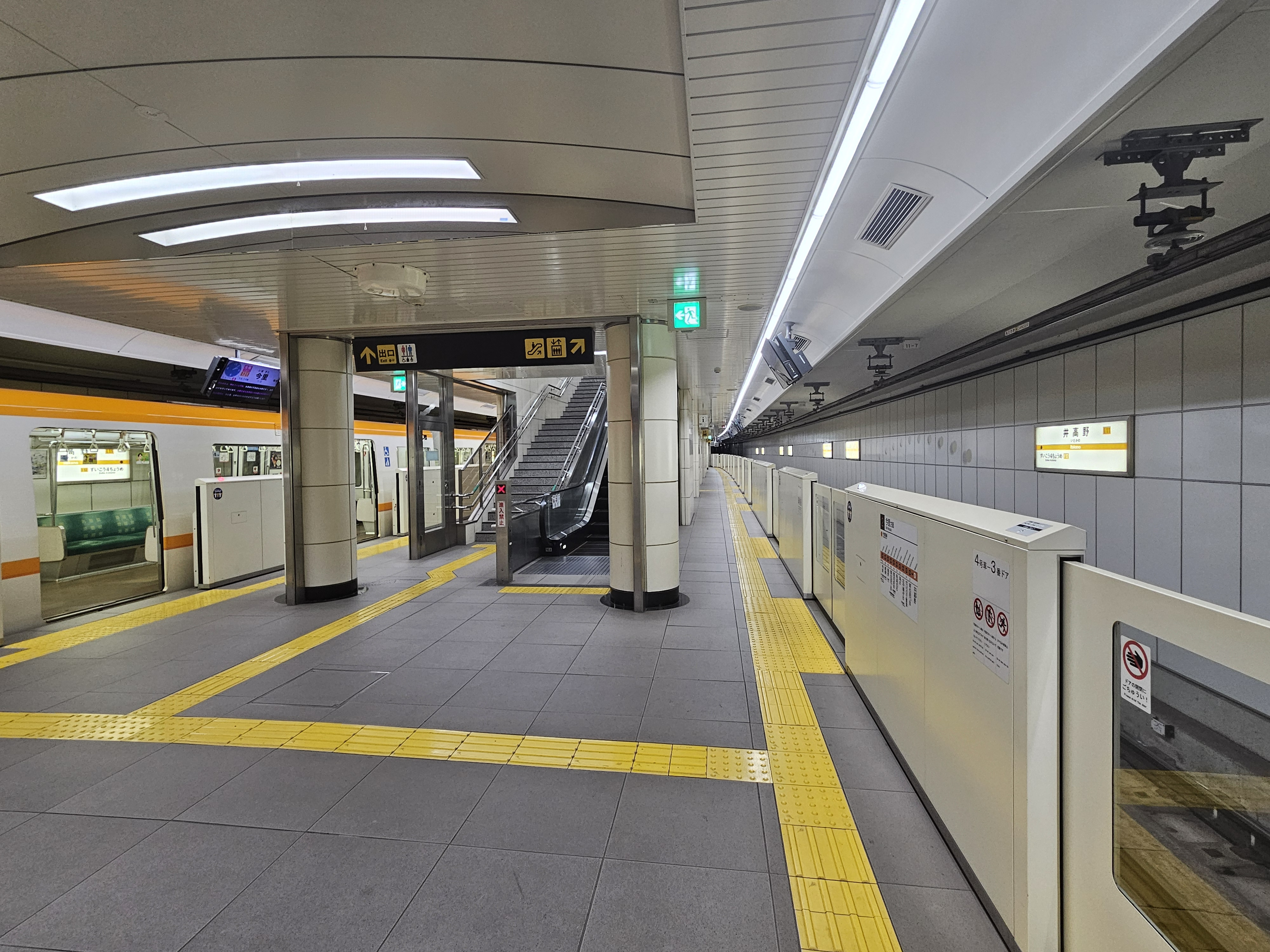
プラットホーム（2025年1月）

島式ホーム1面2線の地下駅。可動式ホーム柵が設置されている。改札口は1か所のみ。
当駅は、清水管区駅に所属しており、駅長が配置され、当駅、瑞光四丁目駅、だいどう豊里駅および太子橋今市駅を管轄している。

### のりば
| 番線 | 路線     | 行先     |
| ---- | -------- | -------- |
| 1・2 | 今里筋線 | 今里方面 |

- 日中は基本的に1番線から発車する。

### 出口
| 出口番号 | 出口周辺         | 備考             |
| -------- | ---------------- | ---------------- |
| 1        | シティバスのりば | エレベーターあり |
| 2        | シティバスのりば | エレベーターあり |

## 利用状況
2024年11月12日の1日乗降人員は6,402人（乗車人員：3,256人、降車人員：3,146人）であり、今里筋線の駅では11駅中9位（清水駅、関目成育駅に次いで少ない）。
各年度の特定日利用状況は下表の通り。
| 年度               | 調査日   | 乗車人員 | 降車人員 | 乗降人員 | 出典          | 出典          |
| 年度               | 調査日   | 乗車人員 | 降車人員 | 乗降人員 | メトロ        | 大阪府        |
| ------------------ | -------- | -------- | -------- | -------- | ------------- | ------------- |
| 2007年（平成19年） | 11月13日 | 2,081    | 2,016    | 4,097    |               | [ 大阪府 1 ]  |
| 2008年（平成20年） | 11月11日 | 2,340    | 2,250    | 4,590    |               | [ 大阪府 2 ]  |
| 2009年（平成21年） | 11月10日 | 2,452    | 2,388    | 4,840    |               | [ 大阪府 3 ]  |
| 2010年（平成22年） | 11月09日 | 2,693    | 2,590    | 5,283    |               | [ 大阪府 4 ]  |
| 2011年（平成23年） | 11月08日 | 2,842    | 2,788    | 5,630    |               | [ 大阪府 5 ]  |
| 2012年（平成24年） | 11月13日 | 3,022    | 2,973    | 5,995    |               | [ 大阪府 6 ]  |
| 2013年（平成25年） | 11月19日 | 3,103    | 2,987    | 6,090    | [ メトロ 1 ]  | [ 大阪府 7 ]  |
| 2014年（平成26年） | 11月11日 | 3,249    | 3,150    | 6,399    | [ メトロ 2 ]  | [ 大阪府 8 ]  |
| 2015年（平成27年） | 11月17日 | 3,476    | 3,399    | 6,875    | [ メトロ 3 ]  | [ 大阪府 9 ]  |
| 2016年（平成28年） | 11月08日 | 3,423    | 3,360    | 6,783    | [ メトロ 4 ]  | [ 大阪府 10 ] |
| 2017年（平成29年） | 11月14日 | 3,622    | 3,509    | 7,131    | [ メトロ 5 ]  | [ 大阪府 11 ] |
| 2018年（平成30年） | 11月13日 | 3,520    | 3,396    | 6,916    | [ メトロ 6 ]  | [ 大阪府 12 ] |
| 2019年（令和元年） | 11月12日 | 3,710    | 3,558    | 7,268    | [ メトロ 7 ]  | [ 大阪府 13 ] |
| 2020年（令和02年） | 11月10日 | 3,289    | 3,161    | 6,450    | [ メトロ 8 ]  | [ 大阪府 14 ] |
| 2021年（令和03年） | 11月16日 | 3,137    | 3,040    | 6,177    | [ メトロ 9 ]  | [ 大阪府 15 ] |
| 2022年（令和04年） | 11月15日 | 3,145    | 3,101    | 6,246    | [ メトロ 10 ] | [ 大阪府 16 ] |
| 2023年（令和05年） | 11月07日 | 3,136    | 3,085    | 6,221    | [ メトロ 11 ] | [ 大阪府 17 ] |
| 2024年（令和06年） | 11月12日 | 3,256    | 3,146    | 6,402    | [ メトロ 12 ] |               |

## 駅周辺

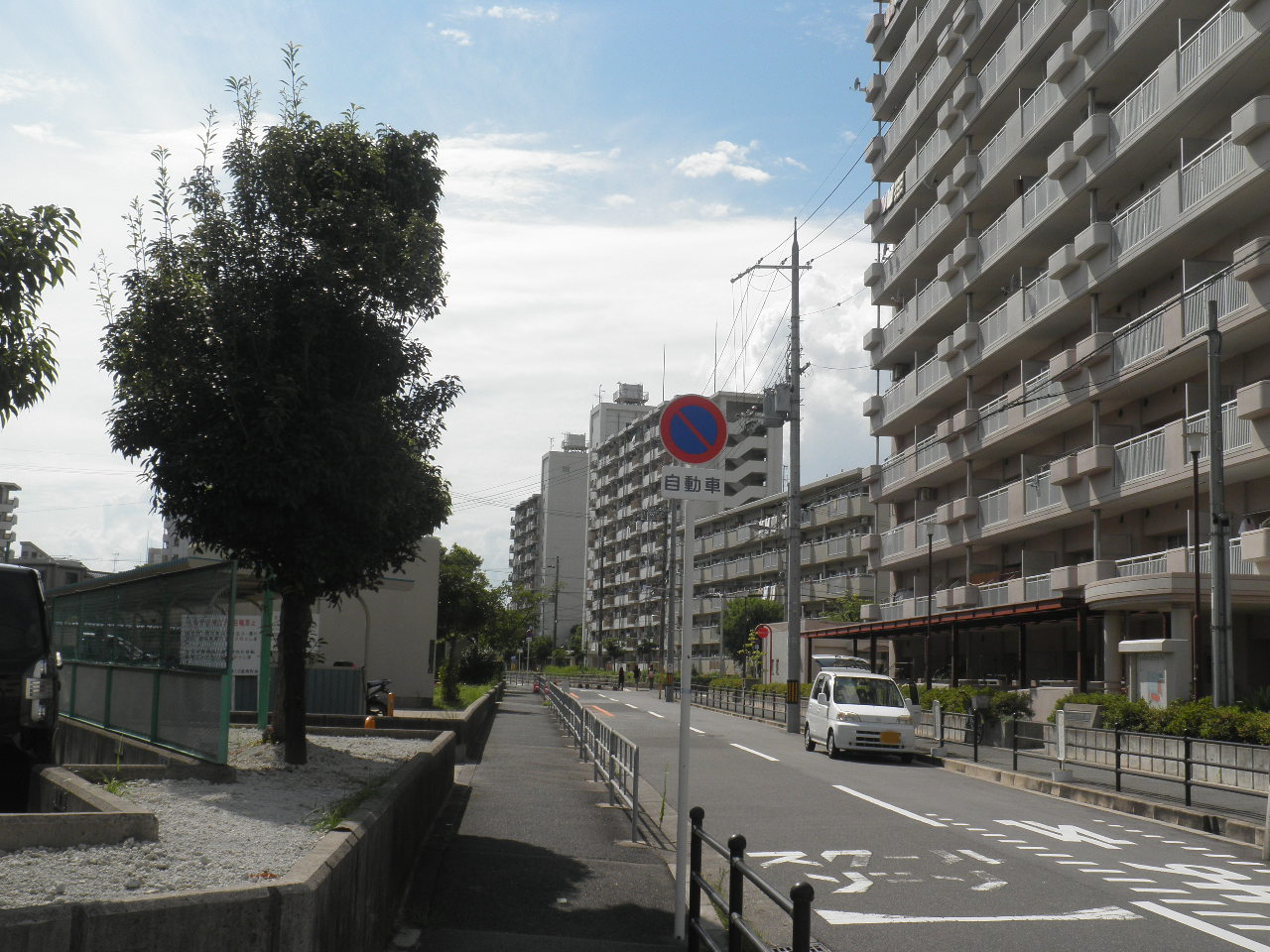
井高野駅周辺の団地

付近は市営・府営住宅などの団地が多い。摂津市との市境が近いので摂津市南西部も利用可能地域である。
- 井高野商店街
- 大阪市立井高野小学校
- 大阪市立井高野中学校
- 大阪市立東井高野小学校
- 大阪経済大学摂津キャンパス（グラウンド）
- 大阪成蹊大学相川キャンパス
- 北おおさか信用金庫小松支店江口出張所
- 東淀川井高野郵便局
- 関西みらい銀行井高野支店
- 北江口中央庭球場
- 大阪シティバス井高野営業所
- 阪急京都本線相川駅（距離は約1km、徒歩約15分）
- 市営井高野住宅
- 市営北江口住宅
- 府営摂津南別府団地
- ダイキン工業淀川製作所
- 井高野ゴルフセンター
- 安威川
- 神崎川
- コノミヤ摂津店

## バス路線
駅開業後の2007年1月8日に新設された地下鉄井高野停留所と、駅開業前から設置されており、駅開業に伴い「地下鉄井高野」の副名称が付けられた北江口住宅前停留所があり、大阪シティバスにより運行される以下の路線が乗り入れる。
地下鉄井高野
- 27号系統：相川駅前/井高野車庫前

北江口住宅前（地下鉄井高野）（井高野郵便局）
- 27号系統：相川駅前/井高野車庫前
- 37号系統：大阪駅前/井高野車庫前
- 50号系統：上新庄駅前/井高野車庫前
- 93号系統：大阪駅前/井高野車庫前

なお、阪急バス吹田摂津線にも北江口住宅前停留所があるが、当停留所からは南西に560m離れている。

## 隣の駅
大阪市高速電気軌道 (Osaka Metro)
 今里筋線
井高野駅 (I11) - 瑞光四丁目駅 (I12)
- ( ) 内は駅番号を示す。

### 記事本文

### 利用状況
1. ↑  路線別駅別乗降人員 - 大阪市高速電気軌道
2. ↑  大阪府統計年鑑 - 大阪府
3. ↑  大阪市統計書 - 大阪市

#### 大阪市高速電気軌道
1. ↑  路線別乗降人員 （2013年11月19日（火）交通調査） (PDF)
2. ↑  路線別乗降人員 （2014年11月11日（火）交通調査） (PDF)
3. ↑  路線別乗降人員 （2015年11月17日（火）交通調査） (PDF)
4. ↑  路線別乗降人員 （2016年11月8日（火）交通調査） (PDF)
5. ↑  路線別乗降人員 （2017年11月14日（火）交通調査） (PDF)
6. ↑  路線別乗降人員 （2018年11月13日（火）交通調査） (PDF)
7. ↑  路線別乗降人員 （2019年11月12日（火）交通調査） (PDF)
8. ↑  路線別乗降人員 （2020年11月10日（火）交通調査） (PDF)
9. ↑  路線別乗降人員 （2021年11月16日（火）交通調査） (PDF)
10. ↑  路線別乗降人員 （2022年11月15日（火）交通調査） (PDF)
11. ↑  路線別乗降人員 （2023年11月7日（火）交通調査） (PDF)
12. ↑  路線別乗降人員 （2024年11月12日（火）交通調査） (PDF)

#### 大阪府統計年鑑
1. ↑  大阪府統計年鑑（平成20年） (PDF)
2. ↑  大阪府統計年鑑（平成21年） (PDF)
3. ↑  大阪府統計年鑑（平成22年） (PDF)
4. ↑  大阪府統計年鑑（平成23年） (PDF)
5. ↑  大阪府統計年鑑（平成24年） (PDF)
6. ↑  大阪府統計年鑑（平成25年） (PDF)
7. ↑  大阪府統計年鑑（平成26年） (PDF)
8. ↑  大阪府統計年鑑（平成27年） (PDF)
9. ↑  大阪府統計年鑑（平成28年） (PDF)
10. ↑  大阪府統計年鑑（平成29年） (PDF)
11. ↑  大阪府統計年鑑（平成30年） (PDF)
12. ↑  大阪府統計年鑑（令和元年） (PDF)
13. ↑  大阪府統計年鑑（令和2年） (PDF)
14. ↑  大阪府統計年鑑（令和3年） (PDF)
15. ↑  大阪府統計年鑑（令和4年） (PDF)
16. ↑  大阪府統計年鑑（令和5年） (PDF)
17. ↑  大阪府統計年鑑（令和6年） (PDF)